# Phil Dawson
Philip Drury Dawson (West Palm Beach, 23 gennaio 1975) è un ex giocatore di football americano statunitense che ha militato nel ruolo di placekicker per gli Arizona Cardinals della National Football League (NFL). Al college ha giocato a football all’Università del Texas.

## Carriera professionistica

### Cleveland Browns

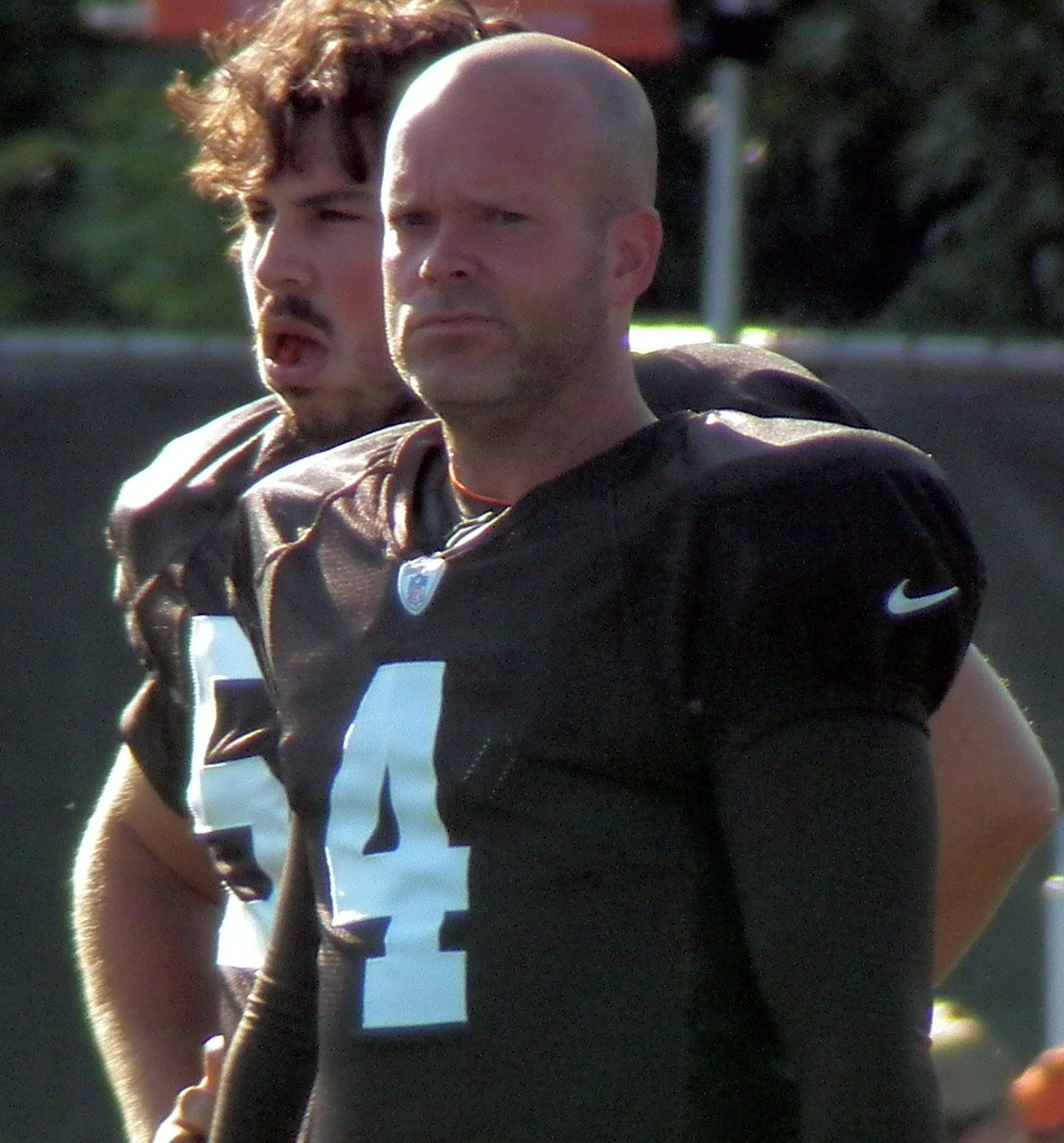
Dawson nel 2012 coi Browns.

Dawson non fu scelto nel Draft e firmò con gli Oakland Raiders, venendo presto tagliato. In seguito passò ai New England Patriots e assegnato alla loro squadra di allenamento, senza scendere mai in campo. I Cleveland Browns lo acquisirono in qualità di free agent nel marzo 1999, e da quel momento fece sempre parte della squadra, rimanendo l'ultimo giocatore della squadra del 1999. Dawson detiene i record di franchigia per field goal consecutivi segnati (29) e field goal segnati in una partita. Il 10 ottobre 2010, Dawson pareggiò il record di franchigia del leggendario Lou Groza per field goal segnati coi Browns (234). In quel momento i due erano alla pari al 35º posto nella classifica di tutti i tempi.
Dawson segnò i primi punti della storia dei "nuovi" Cleveland Browns nel 1999. Il 10 ottobre di quell'anno segnò l'unico touchdown della sua carriera su tentativo di field goal fintato, nella sconfitta contro i Cincinnati Bengals per 18-17. Il field goal più lungo della carriera fu di 56 yard e lo segnò il 17 novembre 2008, risultando decisivo per la vittoria sui Buffalo Bills nel Monday Night Football. In una gara di pre-stagione del 2010 tuttavia ne segnò uno da 59 yard.
Dawson sarebbe diventato free agent alla fine della stagione 2010 ma i Browns applicarono su di lui la franchise tag il 22, tenendolo con la squadra anche nella stagione successiva.
Nella stagione 2012, all'età di trentasette anni, Dawson fu convocato per il primo Pro Bowl in carriera e inserito nel First-team All-Pro.

### San Francisco 49ers
Il 19 marzo 2013, Dawson firmò coi San Francisco 49ers. Dopo una stagione terminata con 32 field goal realizzati su 36 tentati, l'11 marzo 2014 rifirmò per un altro anno con i 49ers.

### Arizona Cardinals
Il 10 marzo 2017, Dawson firmò con gli Arizona Cardinals. Nel dodicesimo turno, a un secondo dal termine, segnò un field goal dalla distanza di 57 yard, dando ai suoi la vittoria sui Jacksonville Jaguars e venendo premiato come giocatore degli special team della NFC della settimana.

## Palmarès
- Pro Bowl (2012)
- First-team All-Pro (2012)
- Second-team All-Pro (2007)

## Statistiche
| Field goal segnati   | 337  |
| Field goal tentati   | 399  |
| Percentuale          | 84,5 |
| Field goal più lungo | 56   |

Statistiche aggiornate alla stagione 2013